# Cathédrale Nouvelle de Plasencia
La cathédrale Notre-Dame-de-l'Assomption (en espagnol : catedral de Asunción de Nuestra Señora) ou  
cathédrale Nouvelle (en espagnol : catedral Nueva) est une cathédrale située dans la ville de Plasencia dans la communauté autonome d'Estrémadure, en Espagne. Siège du diocèse de Plasencia, elle est l'édifice le plus richement décoré d'Estrémadure.

## Histoire
Sa construction a commencé en 1498, a été interrompue en 1578 avant de reprendre au cours du XVIIIe siècle pour finalement laisser le bâtiment inachevé.
Divers architectes sont intervenus dans sa construction, dont Juan de Álava, Francisco de Cologne ou Enrique Egas.

## Description

### Façades
La cathédrale a deux façades de style plateresque, la principale est de Juan de Álava et a été achevée en 1558. Elle est divisée en quatre sections et cinq blocs, qui forment un véritable retable en pierre. Il manque des statues, qui n'ont jamais été sculptées. Probablement, l'œuvre a été commencée par Juan de Álava et terminée par Rodrigo Gil de Hontañón, qui a réalisé la partie supérieure, les créneaux et les flèches.
L'autre façade est datée entre 1538 et 1548 et est traditionnellement attribuée à Diego de Siloé.

### Nefs et voûtes
L'intérieur est à trois nefs, toutes de même hauteur, 26 mètres, contrairement à la coutume de l'époque ; il possède également une croisée d'ogives ouverte.
De hauts arcs reposent sur des colonnes dont les nervures ne partent pas des chapiteaux mais des mêmes bases, s'étendant ramifiés dans les voûtes et créant ainsi un effet d'une grande beauté.

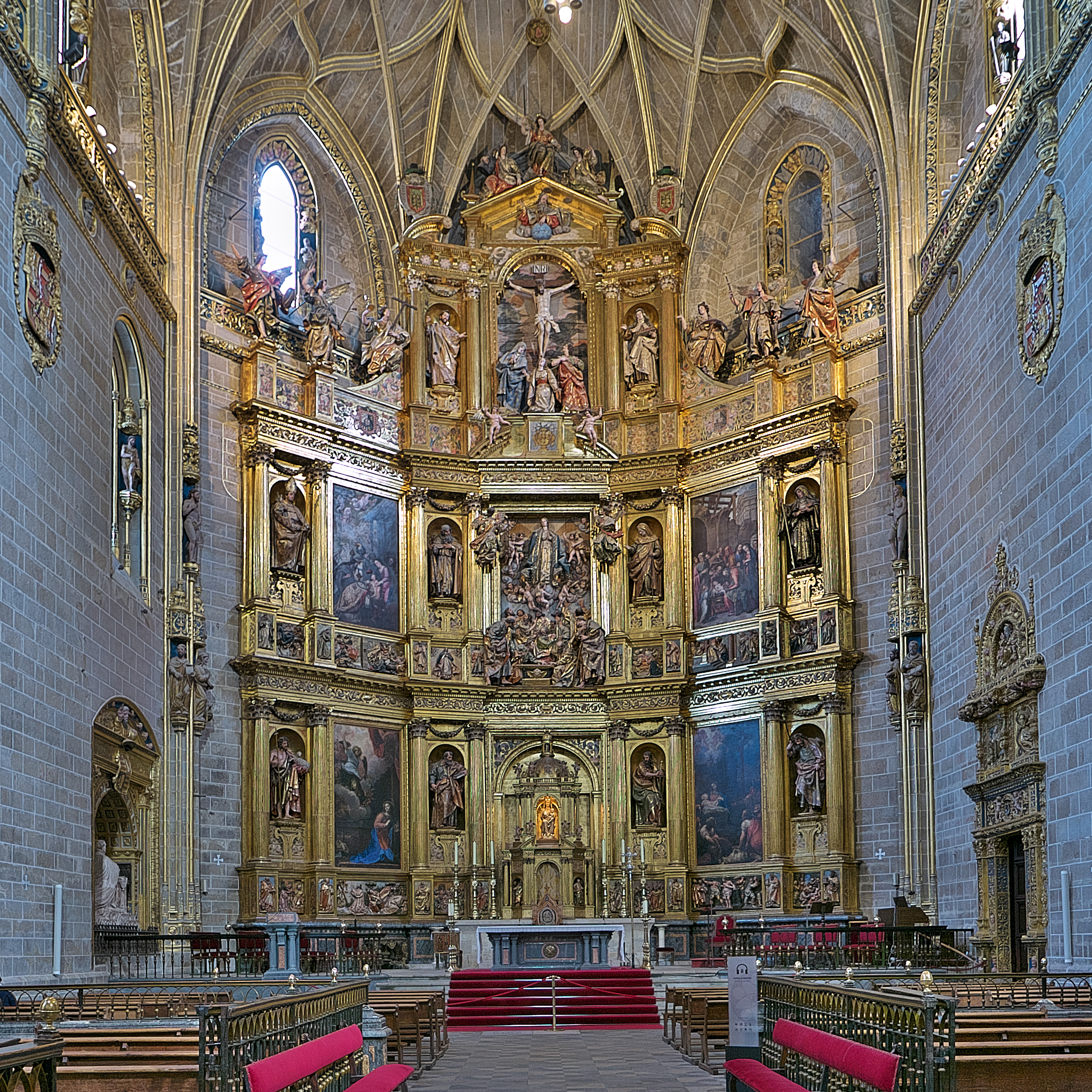
Maître-autel et retable.

### Autels
La retable, de style baroque, date du XVIIe siècle. Elle est en bois polychrome selon la technique de l'estofado de oro de Gregorio Fernández. Elle présente des peintures de Francisco Rizi comme l'Annonciation et l'Adoration des bergers, puis l'Adoration des mages de Luis Fernández et la Circoncision de Mateo Gallardo (es). Dans le tabernacle est conservée une image de Notre-Dame du Saint-Sacrement, de style gothique et datant du XIIe siècle. L'original est en bois recouvert d'argent et se trouve dans le musée de la cathédrale.
Les autels latéraux sont de style baroque, avec la Vierge d'Assomption des frères Churriguera.
Près de l'autel principal se trouve la tombe de l'évêque Ponce de León dans un magnifique panthéon du grenadin Mateo Sánchez de Villaviciosa, avec une statue de l'évêque en attitude de prière.

### Chœur et orgue

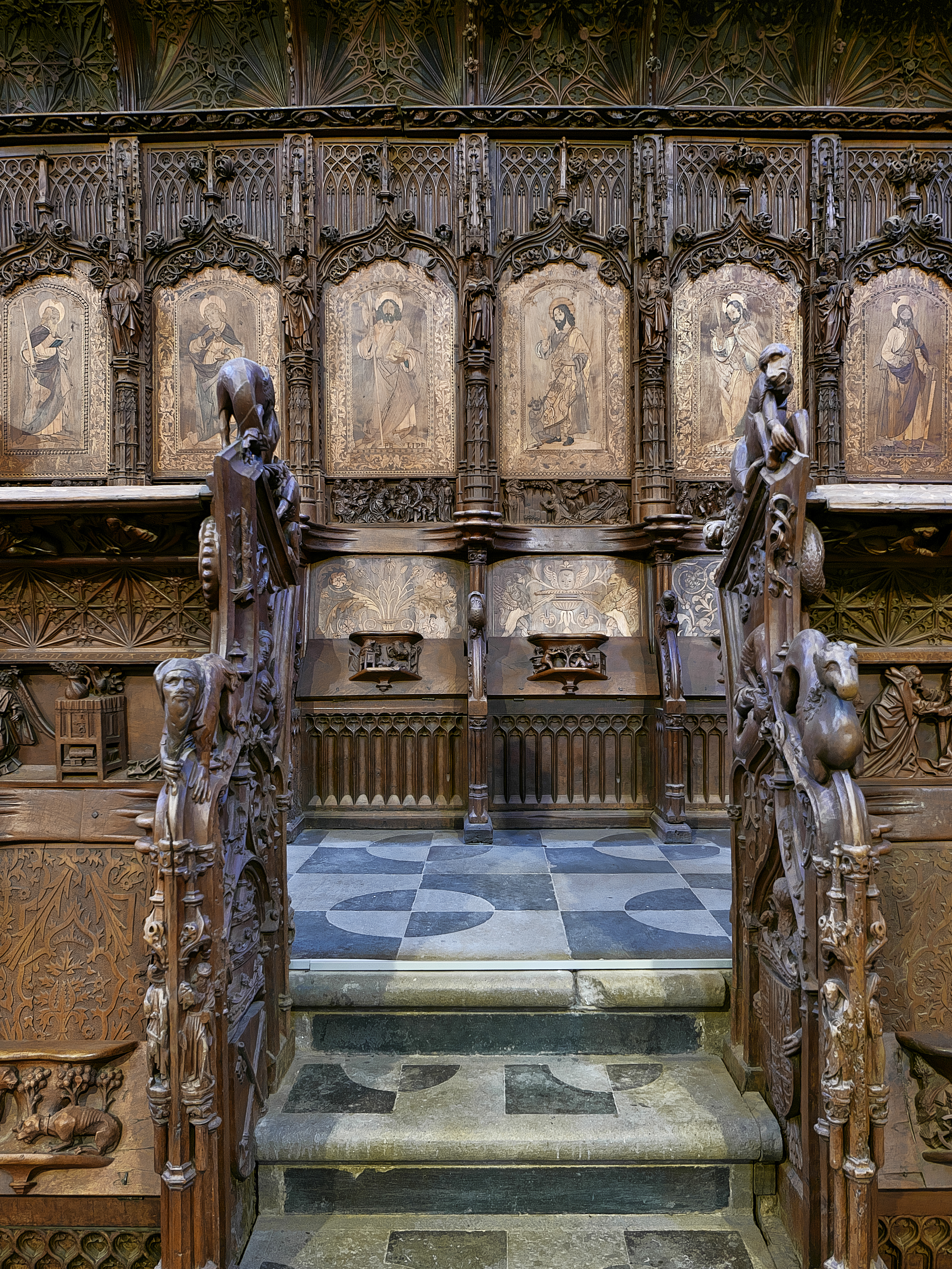
Aperçu du chœur supérieur.

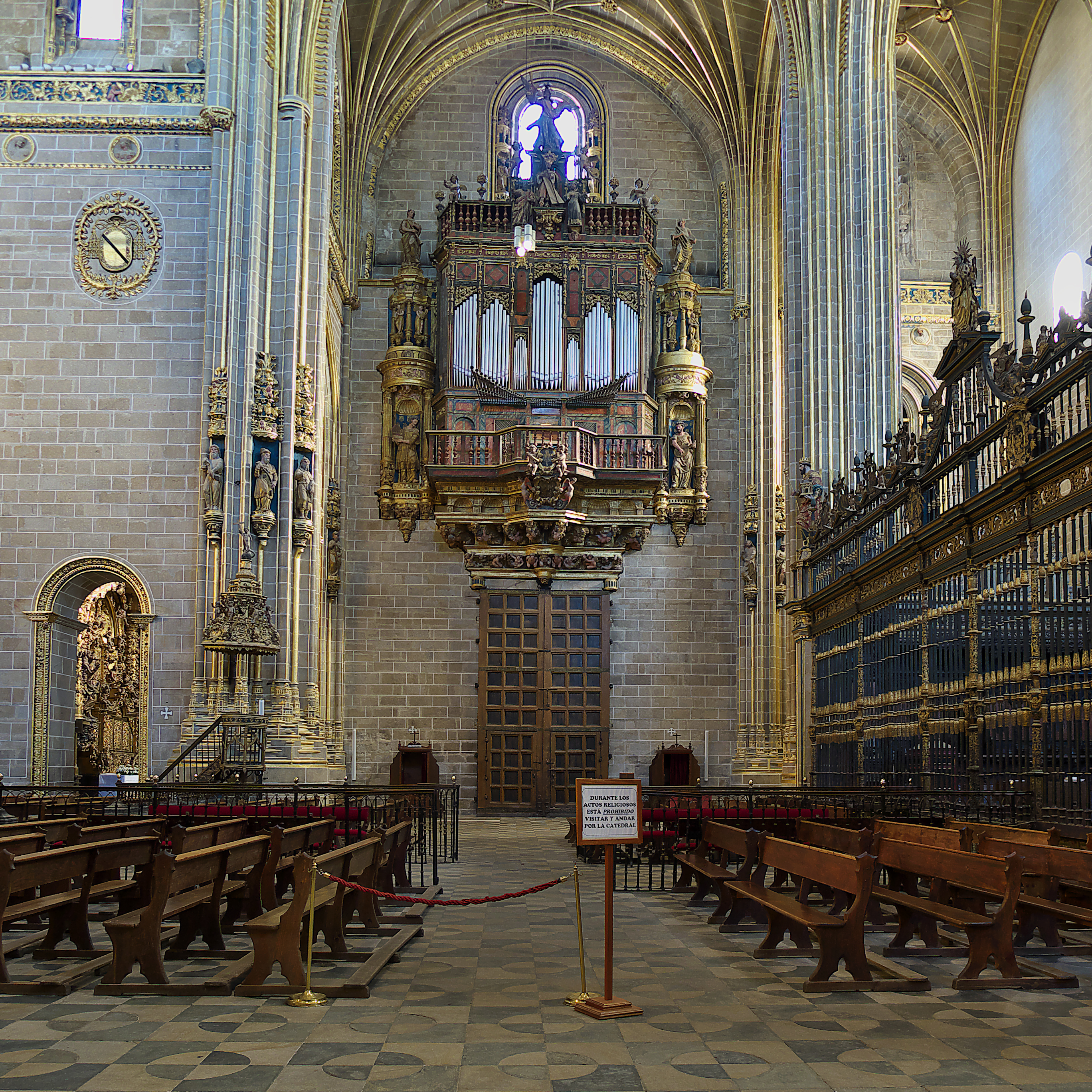
Le grand orgue.

Le chœur est en fer forgé de style plateresque et est attribué à Juan Bautista Celma (es). Il a été achevé en 1604 et doré en 1763. Il est couronné par une statue de la Bienheureuse Vierge et conserve à l'intérieur les magnifiques stalles du chœur précédemment situées dans la Vieille cathédrale et œuvre de Rodrigo Alemán, de style gothique. Il est fait de bois de noyer et dispose de 41 places dans le chœur supérieur et de 26 dans l'inférieur, toutes ornées de reliefs et de marqueteries. Le travail a été achevé au début du XVIe siècle.
L'orgue a été construit par Casai Elezgaray dans le style plateresque et baroque.
Le retable baroque du maître-autel en bois polychrome fut réalisé par Gregorio Fernández et Francisco Ricci.

## Source
- (es) Cet article est partiellement ou en totalité issu de l’article de Wikipédia en espagnol intitulé « Catedral Nueva de Plasencia » (voir la liste des auteurs).